# 比留間京之介
比留間 京之介（ひるま きょうのすけ）は日本の男性声優。旧芸名は比留間 狂之介（読み方は同じ）。主にアダルトゲームに声をあてている。

## 出演作品

### アダルトゲーム
- 月光のカルネヴァーレ（ダヴィデ）
- 紫電 〜円環の絆〜（金剛斎）
- 真剣で私に恋しなさい!!（総理）
- 真剣で私に恋しなさい!S（総理）[1]
- 真説 猟奇の檻（斉藤 剛史）
- 水平線まで何マイル?（教官）
- すまいるCubic!（教官）
- タユタマ -Kiss on my Deity-（泉戸 裕導）
- つよきす2学期（橘 平蔵、土永さん）
- つよきす3学期（橘 平蔵、土永さん）
- Figurehead（ガスト）
- プリンセスラバー!（有馬 一心）
- もっと 姉、ちゃんとしようよっ!（一条昌和、モノッソイ・シガラヤキスキー）
- お嬢様の為に鐘は鳴る（豪徳胤 羅剛）[2]
- 魔導巧殻 〜闇の月女神は導国で詠う〜（オルファン・ザイルード）[3]
- つよきすNEXT（橘 平蔵、土永さん）[4]
- 家族計画（高屋敷 寛）

### OVA
- 対魔忍アサギ（エドウィン・ブラック）
- 超神伝説うろつき童子（水角獣）
- 魔界騎士イングリッド（エドウィン・ブラック）
- luv wave（ウェズマ）